# Cornelis Johannes Heylidy

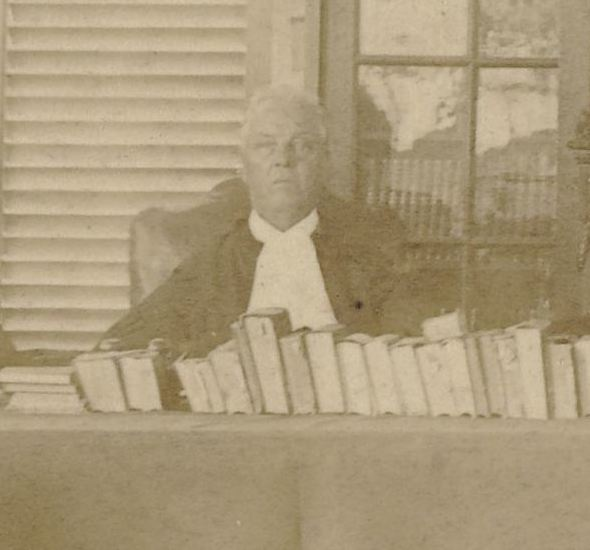
Mr. C.J. Heylidy

Cornelis Johannes Heylidy/Heijlidij (Paramaribo, 15 juli 1833 – aldaar, 18 november 1912) was een Surinaams jurist en politicus.
Hij studeerde Romeins en hedendaags recht aan de Hogeschool te Utrecht, waar hij in 1857 promoveerde op de dissertatie De modo procedendi Surinamensi in causis criminalibus , cum veteri tum novissimo (Over de vroegere en hedendaagsche strafregtspleging in Suriname). Terug in Suriname liet hij zich inschrijven als praktizijn. Vanaf 1868 was hij drie jaar een door de gouverneur benoemd lid van de Koloniale Staten. In 1869 werd Heylidy griffier bij het toen opgerichte Hof van Justitie en in 1875 werd hij lid van dat hof. Nadat David Juda was overleden volgde Heylidy hem in 1903 op als president van het Hof van Justitie. Hij zou die functie blijven vervullen tot 1911.
In 1880 werd Heylidy gekozen tot lid van de Koloniale Staten en vanaf 1886 was hij daar de vicevoorzitter. In december 1889 stapte hij na een conflict op. Bij de tussentijdse verkiezingen die daarop volgde werd hij herkozen maar hij besloot om af te zien van een benoeming. Na het overlijden van J.F.A. Cateau van Rosevelt werd Heylidy eind 1891 bij tussentijdse verkiezingen gekozen als Statenlid waarna hij weer vicevoorzitter werd. Van 1896 tot 1904 was hij zelfs voorzitter. Bij de parlementsverkiezingen van 1904 gaf hij aan niet herkozen te willen worden. Heylidy overleed in 1912 op 79-jarige leeftijd.